# Zubovina

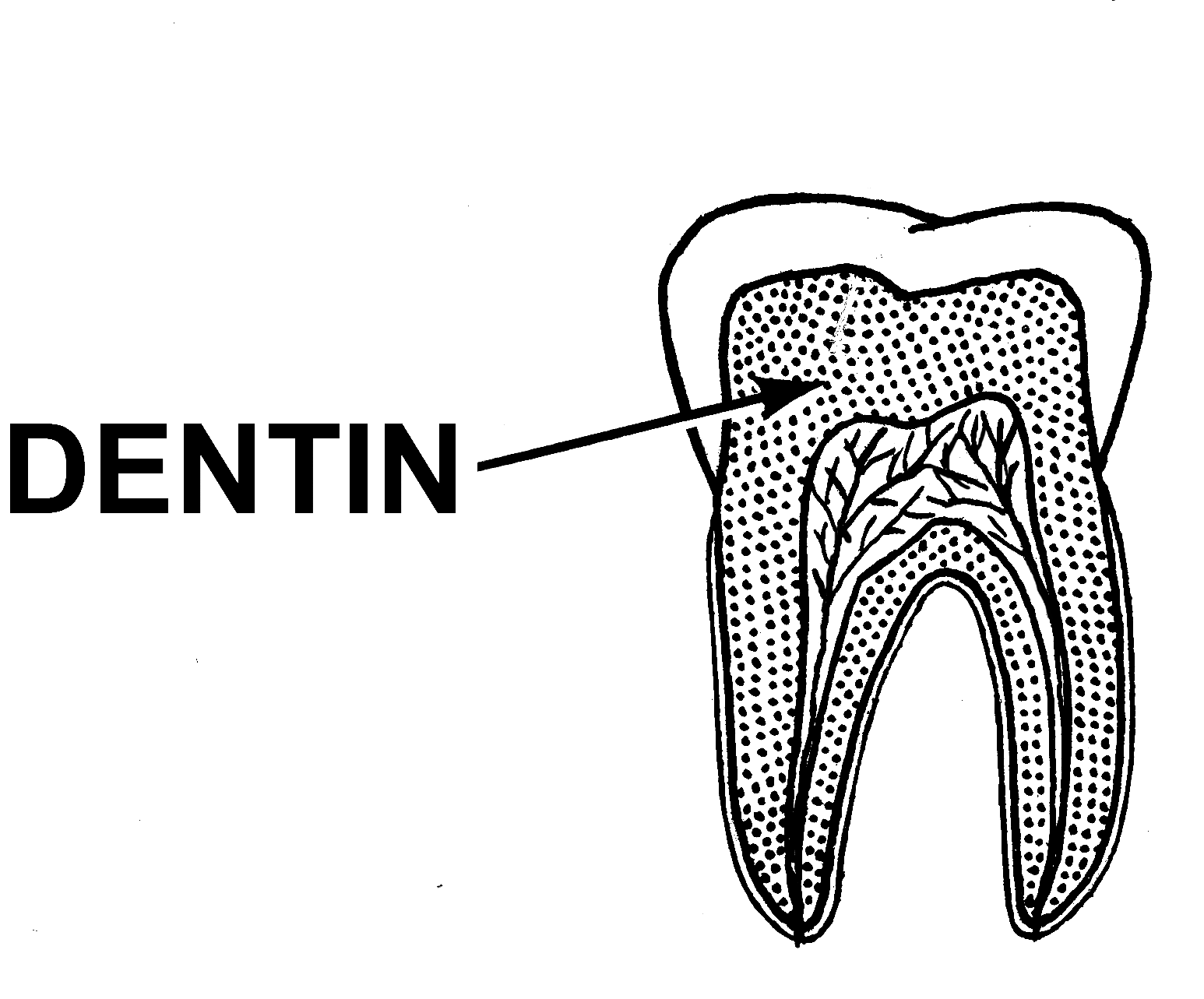
Zubovina

Zubovina (taktéž dentin) je žlutobílá hmota podobající se kosti. Tvoří většinu zubu. Skládá se ze 70 % z anorganických látek, z 20 % z organických látek a z vody. Je citlivá na teplo a na chemické podněty. Organické látky jsou zastoupeny převážně kolagenními vazivovými vlákny a mukopolysacharidy.

## Morfologie
Morfologicky je dentin tvořen odontoblasty a kalcifikovanými fibrilárními kolagenními vlákny matrixu, obklopujícími dentinové kanálky. Nejblíže dřeni leží vrstva nezvápenatělého dentinu, tzv. predentin, která směrem k povrchu jeví postupně známky mineralizace. Někdy zůstává mezi jednotlivými kalcifikovanými okrsky oblast nemineralizovaného, tzv. interglobulárního dentinu. Po ukončení vývoje zubu se během života na původní primární dentin ukládá z pulpální strany nepravidelná vrstva strukturálně podobného sekundárního dentinu, čímž se dřeňová dutina postupně zmenšuje.

## Evoluce
V průběhu vývoje obratlovců se rychlost růstu zuboviny významně měnila v závislosti na ekologických strategiích různých vývojových skupin (jak je dobře demonstrováno na příkladu druhohorních dinosaurů).